# Font d'Arderic
La font de l'Adreric és una font que es troba al municipi de la Coma i la Pedra, a la comarca catalana del Solsonès. La surgència apareix a 2.175 metres d'altitud, al massís del Port del Comte.